# Children of a Lesser God (serie de televisión)
Children of a Lesser God (en hangul: 작은 신의 아이들; RR: Jageun Sinui Aideul), es una serie de televisión surcoreana transmitida desde el 3 de marzo de 2018 hasta el 22 de abril de 2018, a través de OCN.

## Sinopsis
La historia sigue a dos detectives que trabajan juntos para desentrañar la corrupción detrás de una tragedia que ocurre dentro de una organización poderosa.
Cheon Jae-in es un detective de élite con el coeficiente intelectual de un genio, que se guía por los hechos, la lógica y los números. Mientras tanto, Kim Dan es una nueva detective que tiene la capacidad de ver las muertes de las personas en ciertos casos, unas veces antes y otras después de que ocurra la muerte actual.
Ambos terminan trabajandon juntos para descubrir una conspiración que involucra a una organización poderosa.

## Reparto[2]

### Personajes principales
| Actor                     | Personaje         | N.º de episodios | Notas                                                                                            |
| ------------------------- | ----------------- | ---------------- | ------------------------------------------------------------------------------------------------ |
| Kang Ji-hwan              | Det. Cheon Jae-in | -                | Es un genio detective de élite que se guía solo por hechos, lógica y números.                    |
| Kim Ok-bin Han Seo-jin    | Det. Kim Dan      | -                | Es una novata detective de buen corazón que tiene una habilidad sobrenatural para ver la muerte. |
| Shim Hee-sub              | Joo Ha-min        | -                | Es un fiscal.                                                                                    |
| Lee Elijah Uhm Chae-young | Baek A-hyeon      | -                | [ 8 ]                                                                                            |

### Personajes secundarios
| Actor                       | Personaje                 | N.º de episodios | Notas |
| --------------------------- | ------------------------- | ---------------- | --- |
| Lee Jae-yong                | Kook Han-joo              | -                | |
| Kim Dong-young Choi Eun-hoo | Han Sang-goo / Apollo     | -                | Es un asesino en serie. |
| Lee Hyo-jung                | Baek Do-gyu               | -                | Es el padre de Baek A-hyeon. |
| Han Bo-reum Cho Seo-yun     | Uhm Yun-hwa               | -                | |
| Ahn Kil-kang                | Kim Ho-ki / Kim Joong-suk | -                | Es el padre de Kim Dan. Es un guardia de seguridad en un edificio de apartamentos de lujo y trabaja duro para criar a su hija.                                                                          |
| Yeon Je-hyung               | Gye Do-hoon               | -                | |
| Jang Gwang                  | Pastor Wang               | -                | Es el poderoso pastor y líder de una secta religiosa importante de un culto profundamente arraigado. Ha logrado reunir a numerosos creyentes después de curar a un paciente purificándolo de fantasmas. |
| Kim Gi-cheon                | -                         | 4-6              | Es un residente de la isla. |
| Kim Shi-eun                 | -                         | -                | Es la madre de Kim Dan. |
| Shin Seung-hwan             | Im Dong-hee               | -                | |
| Kang Sang-won               | Hwang Byung-guk           | -                | Es el prometido de Baek A-hyeon. |
| Joo Suk-tae                 | Psiq. Yoon Tae-joo        | -                | Es un psiquiatra del Centro Infantil Hanul y líder del equipo. |
| Son Kang-gook               | -                         | -                | Es un anfitrión en el Island Guest House. |
| Kim Hyung-beom              | Choi Sung-ki              | -                | |
| Kim Tae-yul                 | Han Sol                   | -                | |
| Hwang Byung-kook            | -                         | -                | Es el jefe de la policía. |
| Jo Ye-rin                   | Im Eun-hye                | -                | |
| Byun Joo-hyun               | Ma Jong-woo               | -                | |
| Yoo Soon-woong              | -                         | -                | Es un científico forense y especialista en huesos. |

### Otros personajes
| Actor           | Personaje        | Episodio(s) donde apareció | Notas                                                                                     |
| --------------- | ---------------- | -------------------------- | ----------------------------------------------------------------------------------------- |
| Kim Jeong-hak   | Cheon Seung-hwan | -                          | Es un oficial de la policía, así como el padre del detective Cheon Jae-in y Cheon Soo-in. |
| Seo Gyung-hwa   | -                | -                          | Es la esposa de Baek Do-gyu y madre de Baek A-hyeon.                                      |
| Lee Joo-won     | -                | -                          | Es un niño en la iglesia.                                                                 |
| Jo Seung-yun    | Jo Seung-yeon    | -                          | Es el amigo de Cheon Seung-hwan y el rector de la academia de policía.                    |
| Choi Jung-heon  | Ggol-tong        | -                          |                                                                                           |
| Ha Min          | -                | -                          | Es la propietaria de la pensión.                                                          |
| Kim Ji-yoo      | Da-yun           | -                          |                                                                                           |
| Lim Il-gyu      | Joseph / Cheon   | -                          | Es un diácono de la iglesia.                                                              |
| Baek Soo-ryun   | -                | -                          | Es una chamán y la abuela de Kim Dan.                                                     |
| Kim Mi-hye      | -                | 15                         | Es una reportera.                                                                         |
| Son Kyung-won   | -                | 15-16                      | Es un demostrador.                                                                        |
| Geum Kwang-san  | -                | 16                         | Es un apostador.                                                                          |
| Kim Oh-bok      | -                | -                          | Es un oficial de la policía.                                                              |
| Woo Mi-hwa      | -                | -                          | [ 11 ]                                                                                    |
| Park Ki-ryung   | -                | -                          |                                                                                           |
| Lee Woo-joo     | -                | -                          | Es un escolta y buscador de oro.                                                          |
| Shim So-young   | -                | -                          | Es un residente de Jamido.                                                                |
| Lee Ah-jin      | -                | -                          |                                                                                           |
| Lee Tae-hyung   | -                | -                          | Es un vagabundo y chamán.                                                                 |
| Kim Bum-suk     | -                | -                          |                                                                                           |
| Seo Kwang-hae   | -                | -                          |                                                                                           |
| Kwon Ban-suk    | -                | -                          | Es un doctor.                                                                             |
| Lee Seung-joon  | -                | -                          | Es un reportero.                                                                          |
| Kim Dae-kook    | -                | -                          | Es un reportero.                                                                          |
| Park Sook-myung | -                | -                          | Es una empleada del hospital.                                                             |
| Jeon Yeo-jin    | -                | 4                          |                                                                                           |
| Kang Hak-soo    | -                | -                          |                                                                                           |
| Park So-jung    | Choi Eun-yoo     | -                          | Es una víctima de un crimen.                                                              |
| Son Young-sun   | -                | -                          |                                                                                           |
| Bae Eun-woo     | -                | -                          |                                                                                           |
| Yang Mal-bok    | -                | -                          |                                                                                           |
| Han Ji-eun      | -                | -                          |                                                                                           |
| Yoo Jung-rae    | Lee Chae-young   |                            | [ 12 ]                                                                                    |

### Apariciones especiales
| Actor          | Personaje    | Episodio(s) donde apareció | Notas                                           |
| -------------- | ------------ | -------------------------- | ----------------------------------------------- |
| Hong Seo-young | Cheon Soo-in | -                          | Es la hermana menor del detective Cheon Jae-in. |

## Episodios
La serie estuvo conformada por dieciséis episodios, los cuales fueron emitidos todos los sábados y domingos a las 22:20 (KST).

### Ratings
Los números en color rojo indican las calificaciones más bajas, mientras que los números en azul indican las calificaciones más altas.
| Episodio | Fecha de emisión    | Participación promedio de audiencia | Participación promedio de audiencia | Participación promedio de audiencia |
| Episodio | Fecha de emisión    | AGB Nielsen                         | AGB Nielsen                         | TNmS                                |
| Episodio | Fecha de emisión    | Nacional                            | Seúl                                | Nacional                            |
| -------- | ------------------- | ----------------------------------- | ----------------------------------- | ----------------------------------- |
| 1        | 3 de marzo de 2018  | 2.540%                              | 2.870%                              | 2.5%                                |
| 2        | 4 de marzo de 2018  | 2.705%                              | 2.702%                              | 2.8%                                |
| 3        | 10 de marzo de 2018 | 2.154%                              | 2.200%                              | 2.2%                                |
| 4        | 11 de marzo de 2018 | 2.861%                              | 2.734%                              | 2.5%                                |
| 5        | 17 de marzo de 2018 | 2.464%                              | 2.208%                              | 2.8%                                |
| 6        | 18 de marzo de 2018 | 3.195%                              | 3.246%                              | 3.2%                                |
| 7        | 24 de marzo de 2018 | 2.548%                              | 2.426%                              | 2.5%                                |
| 8        | 25 de marzo de 2018 | 3.295%                              | 3.412%                              | 3.6%                                |
| 9        | 31 de marzo de 2018 | 2.886%                              | 2.923%                              | 2.9%                                |
| 10       | 1 de abril de 2018  | 3.502%                              | 3.299%                              | 3.0%                                |
| 11       | 7 de abril de 2018  | 3.044%                              | 2.807%                              | 3.1%                                |
| 12       | 8 de abril de 2018  | 3.651%                              | 3.526%                              | 3.8%                                |
| 13       | 14 de abril de 2018 | 3.155%                              | 3.136%                              | 3.3%                                |
| 14       | 15 de abril de 2018 | 3.847%                              | 3.426%                              | 3.6%                                |
| 15       | 21 de abril de 2018 | 3.287%                              | 3.152%                              | 3.4%                                |
| 16       | 22 de abril de 2018 | 3.926%                              | 3.408%                              | 4.2%                                |
| Promedio | Promedio            | 3.065%                              | 2.967%                              | 3.1%                                |

## Producción
La serie fue creada por Jinnie Choi de Studio Dragon.
La dirección estuvo a cargo de Kang Shin-hyo (강신효), quien contó con el guionista Han Woo-ri (한우리). Mientras que la producción estuvo a cargo de Jang Jin-wook.
Originalmente el actor Jo Min-ki había sido elegido para interpretar el personaje de Kook Han-joo, sin embargo el equipo de producción decidió retirarlo, debido a las acusaciones de acoso sexual y acoso en contra de él, por lo que el actor Lee Jae-yong lo reemplazó.
La primera lectura del guion fue realizada el 17 de diciembre de 2017 en CJ E&M en Sangam-dong, Corea del Sur.
La contó con el apoyo de las compañías de producción Studio Dragon y KPJ.